# AirBaltic
AirBaltic és una aerolínia abanderada de Letònia creada el 8 de febrer de 1995. El màxim accionista de la companyia, des del 30 de novembre de 2011, és l'Estat de la República de Letònia amb un 99,86% de les accions, sota el càrrec del seu Ministeri de Transport.

## Destinacions
AirBaltic opera en les següents destinacions (abril de 2015):
Aalborg, Aalesund, Amsterdam, Atenes, Bakú, Barcelona, Bari, Berlín, Brussel·les, Bucarest, Budapest, Bruges, Chisinau, Copenhaguen, Dubrovnik, Dusseldorf, Frankfurt del Main, Göteborg, Hamburg, Hèlsinki, Kíev, Larnaca, Londres, Malta, Milà, Minsk, Moscou, Múnic, Niça, Olbia, Oslo, Palanga, Palma, París, Pisa, Poprad, Praga, Rodes, Riga, Rijeka, Roma, Stavanger, Estocolm, Sant Petersburg, Tallin, Tbilisi, Tel-Aviv, Tessalònica, Turku, Varsòvia, Venècia, Viena, Vilnius, Zúric.

## Flota
Flota de la companyia disponible, amb data d'abril de 2016: